# Юж-Озерний
Юж-Озе́рний (рос. Юж-Озёрный, марій. Ерсола) — присілок у складі Медведевського району Марій Ел, Росія. Входить до складу Люльпанського сільського поселення.
Стара назва — Южинський Озерний.

## Населення
Населення — 31 особа (2010; 35 у 2002).
Національний склад (станом на 2002 рік):
- марійці — 100 %